# Sulcisgebergte
Het Sulcisgebergte (Italiaans: Monti del Sulcis) is een gebergte op het Italiaanse eiland Sicilië. Samen met het massief van de Monte Linas, waarvan het gescheiden wordt door de riviervlakte van de Cixerri, vormt het het Sulcis-Iglesientegebergte, een van de oudste geologische formaties van het eiland.

## Geologie
De geologie van het Sulcisgebergte is tamelijk complex vanwege de zeer oude oorsprong, die dateert van meer dan 600 miljoen jaar geleden, vóór het Cambrium. Hun hoge leeftijd is ook duidelijk te zien in het ingetogen reliëf, met slechts een paar toppen die hoger zijn dan 1000 meter. Het grootste deel van de geologische overblijfselen van de keten bestaat uit magmatische intrusies en metamorfe gesteenten waarvan de protolieten werden afgezet vóór de Hercynische orogenese en nu aan de oppervlakte liggen na miljoenen jaren erosie en ontdooiing.
De westkant van de keten, die meer beïnvloed is door erosie en overstromingsprocessen, heeft een bescheiden reliëf en hoogte en wordt gekenmerkt door een meer ingetogen topografie, terwijl de binnenste en oostelijke sectoren een scherpere en onregelmatigere topografie hebben, met een groot reliëf en steile, smalle valleien. De westkant bevat de oudste formaties, daterend uit het Cambrium, die bestaan uit oorspronkelijk sedimentaire gesteenten van mariene oorsprong, die later gemetamorfoseerd zijn. Karsttopografie is ook aanwezig in de westelijke sector.
De meeste sedimentaire protolieten van de keten die dateren uit het Carboon tot het Perm zijn ofwel regionaal of thermisch gemetamorfoseerd tijdens de Hercynische orogenese of door de intrusie van syn- en post-orogene Hercynische en later Cenozoïsche granitoïdeplutonen. Post-Variscaanse erosie en tektonische opheffing tijdens het Cenozoïcum leidden tot het loskomen en blootleggen van magmatische leucogranieten en metamorfe schisten, wat er uiteindelijk toe heeft geleid dat de oostelijke sector geologisch heterogener is.
De plateau-achtige formaties aan de voet van de keten hebben een dubbele oorsprong: die aan de westkant zijn ouder en bestaan uit overstromingsafzettingen en deels lavas uit het Cenozoïcum, terwijl die aan de oost- en zuidoostkant bestaan uit kleine overstromingsafzettingen uit het Kwartair.

## Belangrijkste toppen
- Monte Is Caravius (1116 m)
- Monte Tiriccu (1105 m)
- Punta Sa Cruxitta (1093 m)
- Monte Sa Mirra (1087 m)
- Monte Lattias (1086 m)
- Monte Nieddu (1040 m)
- Monte Maxia (1017 m)
- Sa Punta Sa Berrita de Currei (1008 m)
- Punta Rocca Steria (1008 m)
- Punta Sebera (979 m)
- Monte Genna Spina (970 m)
- Punta Allimeddus (966 m)
- Monte Arcosu (948 m)